# 山西焦化
山西焦化集团有限公司，简称山西焦化，筹建于1969年，总部位于中國山西省临汾市洪洞县广胜寺镇，主要从事焦炭及相关化工产品的生产和销售。
山西焦化股份有限公司（上交所：600740），由山西焦化集团有限公司独家发起募集设立。1996年8月在上海证券交易所挂牌上市，是中华人民共和国焦化行业第一家上市公司。
山西焦化集团有限公司目前是山西焦煤集团有限责任公司的子公司。